# Cerkiew Narodzenia Najświętszej Maryi Panny w Niemstowie
Cerkiew Narodzenia Najświętszej Maryi Panny w Niemstowie – dawna cerkiew greckokatolicka, znajdująca się w Niemstowie, wzniesiona w latach 1910-1912.

## Historia
Po 1947 cerkiew przejęta przez kościół rzymskokatolicki. Od 1980 pełni funkcję kościoła parafialnego parafii w Niemstowie. 
Obiekt wpisany w 2003 do rejestru zabytków.

## Galeria

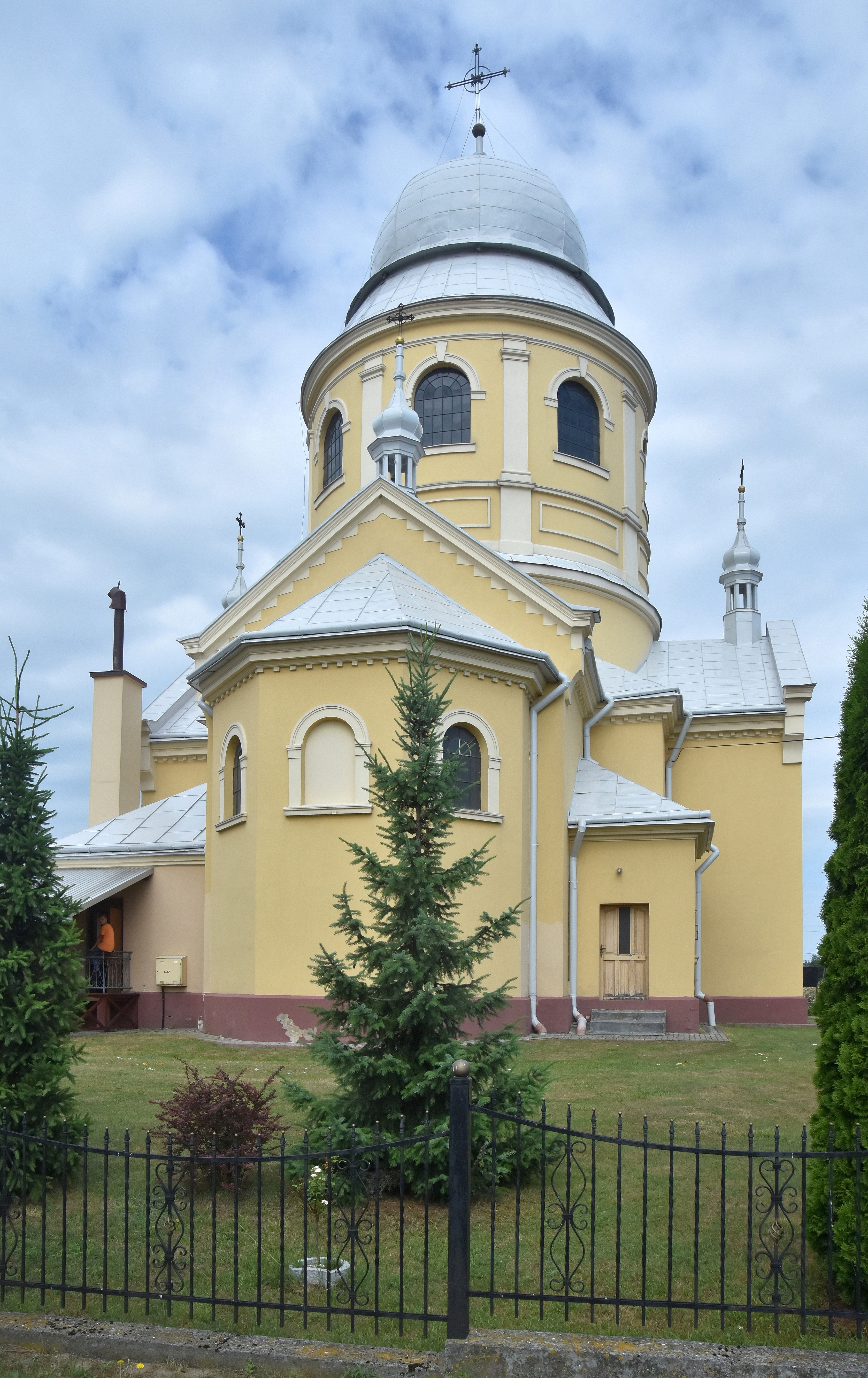
Widok od strony prezbiterium
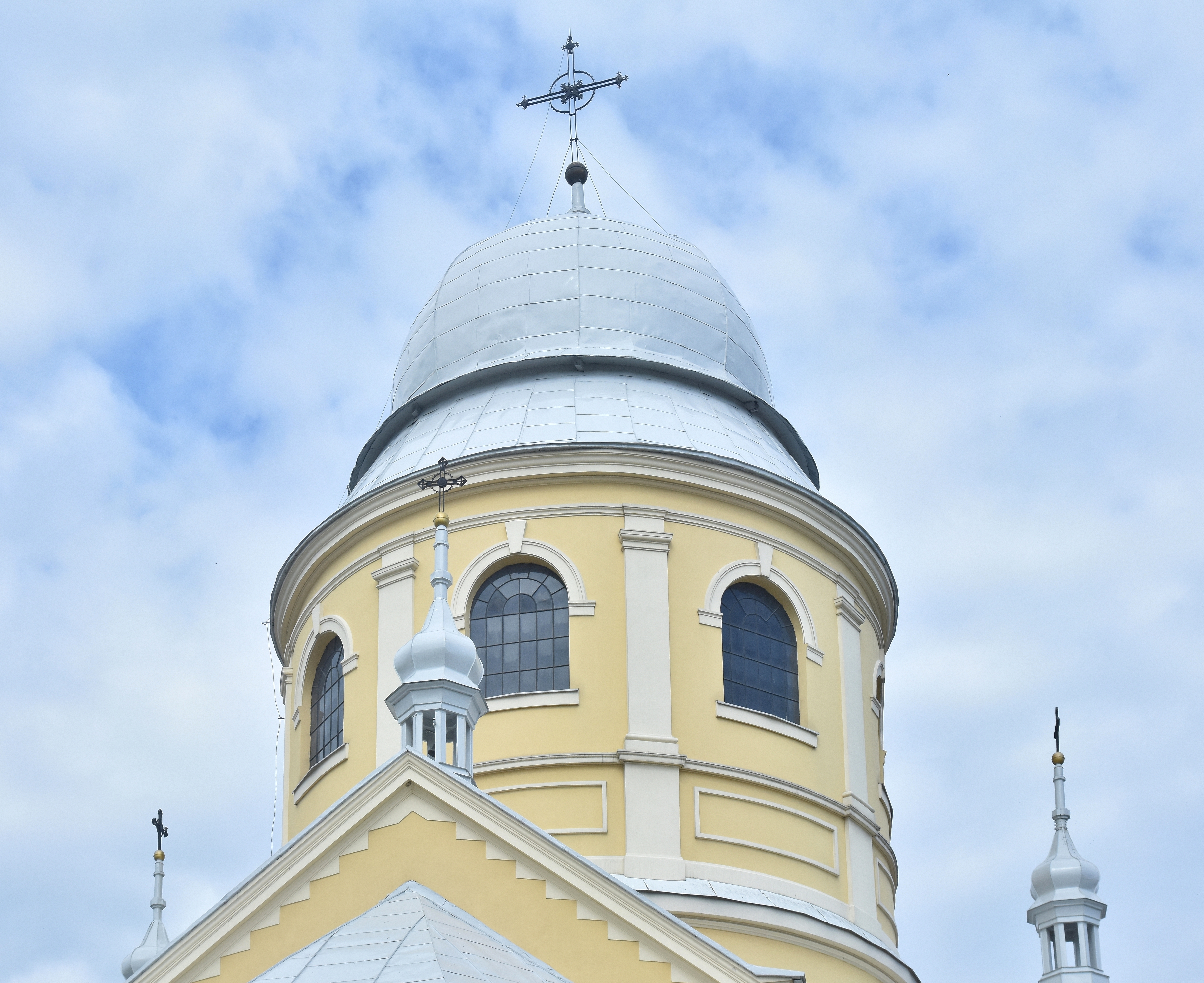
Kopuła
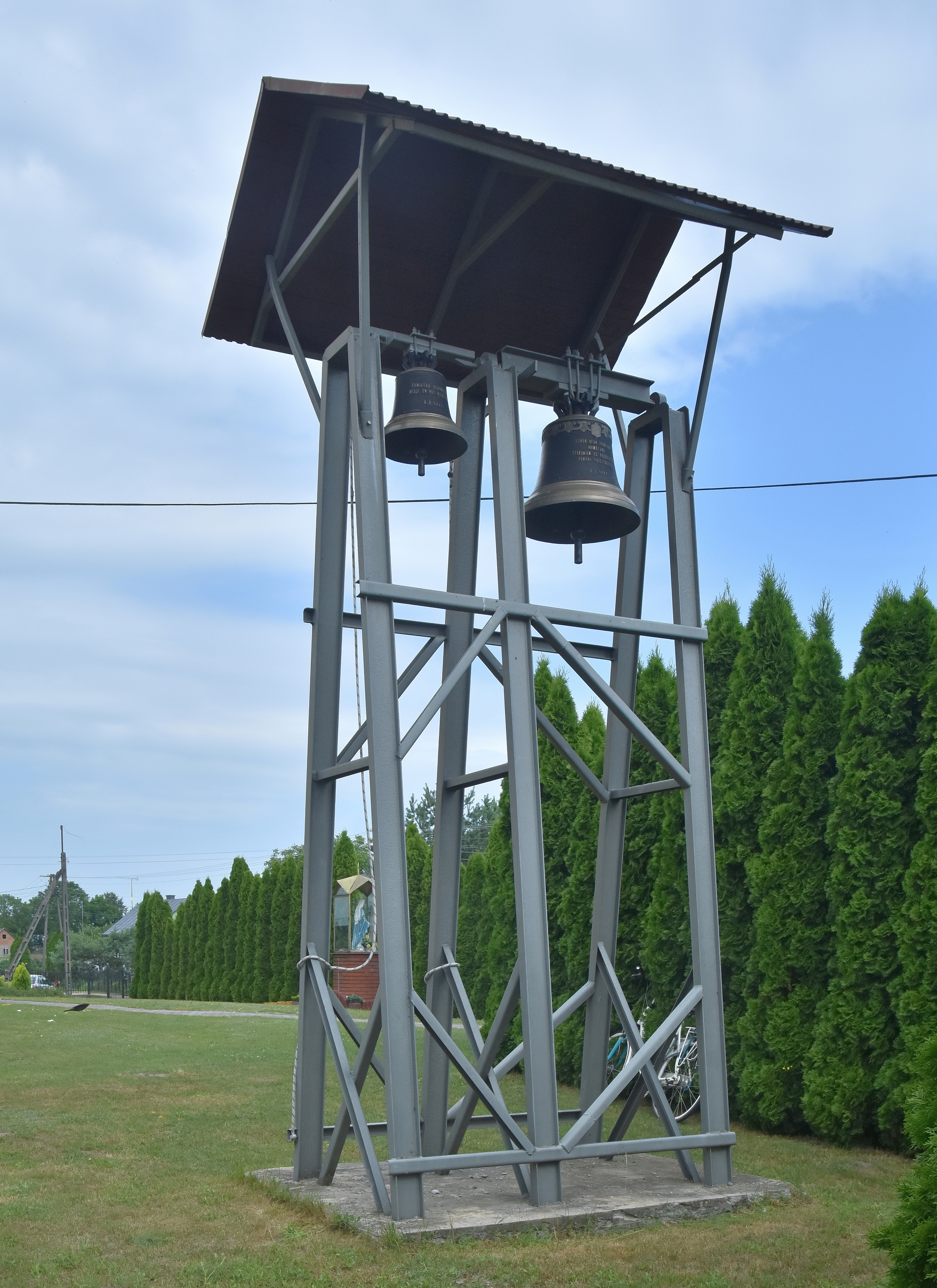
Dzwonnica